# Huperzia gillettii
Huperzia gillettii är en lummerväxt som beskrevs av Joseph M. Beitel och Warren Herbert Wagner. Arten ingår i släktet lopplumrar och familjen lummerväxter. Inga underarter finns listade i Catalogue of Life.